# میهو آراکاوا
میهو آراکاوا (انگلیسی: Miho Arakawa; ۴ دسامبر ۱۹۸۷ – ) صداپیشگی در ژاپن، و پرستار اهل ژاپن بود. وی از سال ۲۰۱۰ میلادی تاکنون مشغول فعالیت بوده‌است.